# 釜山交通公社
釜山交通公社（：／ Busan Gyotong Gongsa */?）是韓國釜山廣域市的一間公營事業公司，负责釜山都市鐵道1～4号线的營運管理。

## 历史
- 1981年1月1日：設立釜山市地鐵建設總部。
- 1988年7月1日：釜山交通公團成立。
- 1985年7月19日：釜山都市鐵道1號線第一階段通車（梵魚寺站～凡内谷站）
- 2006年1月1日：改组为釜山交通公社。

## 保有车辆
- 釜山交通公社1000系電聯車（朝鲜语：부산교통공사 1000호대 전동차）
- 釜山交通公社2000系電聯車（朝鲜语：부산교통공사 2000호대 전동차）
- 釜山交通公社3000系電聯車（朝鲜语：부산교통공사 3000호대 전동차）
- 釜山交通公社4000系電聯車（朝鲜语：부산교통공사 4000호대 전동차）